# 阿纳托利·基纳赫

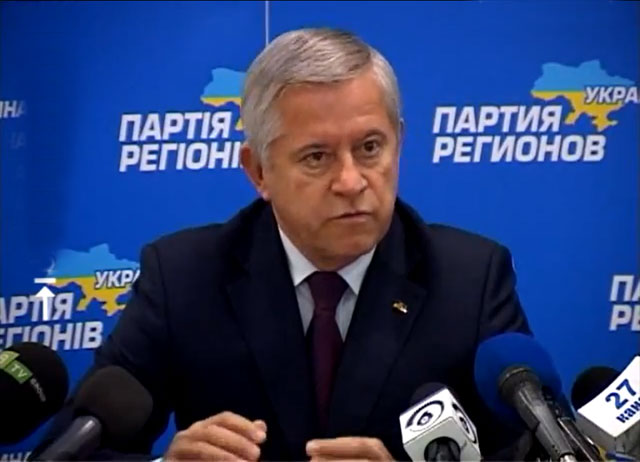
阿纳托利·基纳赫 (2012)

阿纳托利·基里洛维奇·基纳赫（羅馬化：Anatolii Kyrylovych Kinakh；1954年8月4日—），烏克蘭政治人物，2001年5月29日至2002年11月16日任乌克兰总理。2005年9月27日至2006年5月16日任乌克兰国家安全与国防事务委员会秘书。
基纳赫1978年毕业于列宁格勒造船学院。曾任海运工程师、乌克兰尼古拉耶夫州执委会主席。1994年至1995年任乌克兰南方梅卡莱夫地区的总统代表，负责这一地区的行政管理。1995年7月至1996年任负责工业的副总理。1998年当选为议员。1999年担任过4个月的第一副总理，负责战略性企业的私有化工作。后任乌克兰工业家和企业家联盟主席。
他于2000年2月创建乌克兰工业家和企业家党，并任党的领导人。2001年5月被任命为总理，由于乌克兰的经济问题，基纳赫一直受到了强烈的批评。2002年11月16日总统库奇马撤换了阿纳托利·基纳赫及其领导的内阁，提名顿涅茨克州的州长维克托·亚努科维奇接任总理。
2004年曾參選總統，最終以不到1%的得票落選。
| 前任： 维克托·尤先科 | 乌克兰总理 2001-2002 | 繼任： 维克托·亚努科维奇 |